# Реннерт (Північна Кароліна)
Реннерт (англ. Rennert) — місто (англ. town) в США, в окрузі Робсон штату Північна Кароліна. Населення — 275 осіб (2020).

## Географія
Реннерт розташований за координатами 34°48′51″ пн. ш. 79°4′45″ зх. д. / 34.81417° пн. ш. 79.07917° зх. д. (34.814093, -79.079116).  За даними Бюро перепису населення США в 2010 році місто мало площу 2,86 км², уся площа — суходіл.

## Демографія
Згідно з переписом 2010 року, у місті мешкали 383 особи в 122 домогосподарствах у складі 91 родини. Густота населення становила 134 особи/км².  Було 139 помешкань (49/км²).
Расовий склад населення:
| - 43,3 % — корінних американців - 27,7 % — чорних або афроамериканців - 15,1 % — білих - 0,3 % — азіатів - 9,4 % — осіб інших рас |

До двох чи більше рас належало 4,2 %. Частка іспаномовних становила 24,3 % від усіх жителів.
За віковим діапазоном населення розподілялося таким чином: 28,2 % — особи молодші 18 років, 61,6 % — особи у віці 18—64 років, 10,2 % — особи у віці 65 років та старші. Медіана віку мешканця становила 31,2 року. На 100 осіб жіночої статі у місті припадало 112,8 чоловіків;  на 100 жінок у віці від 18 років та старших — 120,0 чоловіків також старших 18 років.
Середній дохід на одне домашнє господарство  становив 43 971 долар США (медіана — 30 313), а середній дохід на одну сім'ю — 49 160 доларів (медіана — 35 313). За межею бідності перебувало 37,1 % осіб, у тому числі 41,1 % дітей у віці до 18 років та 36,1 % осіб у віці 65 років та старших.
Цивільне працевлаштоване населення становило 111 осіб. Основні галузі зайнятості: освіта, охорона здоров'я та соціальна допомога — 24,3 %, виробництво — 19,8 %, роздрібна торгівля — 9,9 %, будівництво — 9,9 %.